# Acid Maria
Acid Maria, de son vrai nom Angelika Lepper, est une productrice et disc jockey allemande de musique électronique. Son style musical se situe entre la techno et la Chicago house. Elle devient célèbre en tant que DJ house des clubs munichois Ultraschall et Harry Klein,.

## Biographie
Sa carrière débute le 6 décembre 1992, lorsqu'elle se produite devant vingt personnes pour la Jockey Slut Night au Club Alcatraz à Munich. Elle se fait ensuite connaître sur la scène munichoise en tant que copropriétaire d'un magasin de vêtements de club.
Acid Maria est la première DJ house du premier club techno de Munich, Ultraschall, dès sa création. Elle joue et produit des projets pour le label International Deejay Gigolo Records de DJ Hell, fondé en 1996. Elle est ensuite DJ house pour le club munichois Harry Klein, le club berlinois WMF et le club événementiel Killekill, ainsi que pour le club de Cologne Subway. Entre-temps, elle effectue des tournées dans le monde entier, jouant au Festival Tecnogeist 2000 à Mexico, au Womb Club à Tokyo et au Mayday à Dortmund,.
Elle a travaillé et produit des albums avec Steve Bug, Markus Güntner, les frères Teichman et Abe Duque. Elle a aussi étudié les arts médiatiques et la philosophie et l'esthétique à l'université des arts et du design de Karlsruhe. Entre 2004 et 2014, elle enseigne dans différentes universités de Berlin, notamment à l'université cinématographique Konrad Wolf de Babelsberg à Potsdam et à l'Université Bauhaus de Weimar à Weimar,.
Elle est l'un des membres fondateurs du réseau international female:pressure, une organisation pour les artistes féminines, transgenres et non binaires dans le domaine de la musique électronique,. Avec Electric Indigo, elle mixe Female Pressure Presents: Welttour (tournée mondiale) en 2003.
DJ Acid Maria vit à Utting am Ammersee,.

## Discographie
- 1995 : Steve Bug & Acid Maria – Toby Nation (Raw Elements)
- 1996 : Steve Bug & Acid Maria – Indescreet (Raw Elements)
- 1998 : Steve Bug & Acid Maria – You Might Be Surprised (Raw Elements)
- 2003 : Acid Maria & Electric Indigo – Female Pressure Presents: Welttour (Welttour, True People)
- 2005 : Acid Maria & Abe Duque – Turn Down the Lights (Abe Duque Records)